# جیک وتزل
جیک وتزل (انگلیسی: Jake Wetzel؛ زادهٔ ۲۶ دسامبر ۱۹۷۶) قایقران روئینگ اهل کانادا بود.